# Dan Maïro (Sarkin Haoussa)
Dan Maïro (auch: Dan Mayro, Dan Meiro, Dan Méro, Guidan Dan Maïro) ist ein Dorf in der Landgemeinde Sarkin Haoussa in Niger.

## Geographie
Dan Maïro liegt am linken Ufer des Trockentals Goulbin Kaba, das hier ein aus der Gegend südlich von Tchadoua kommendes Nebental aufnimmt. Das von einem traditionellen Ortsvorsteher (chef traditionnel) geleitete Dorf befindet sich rund 29 Kilometer westlich des Hauptorts Sarkin Haoussa der gleichnamigen Landgemeinde, die zum Departement Mayahi in der Region Maradi gehört. Zu den Siedlungen in der näheren Umgebung von Dan Maïro zählen Maïyara im Nordwesten, Mallamawa Kaka im Südosten und Tajaé Agolla im Westen.
Es herrscht das Klima der Sahelzone vor, mit einer durchschnittlichen jährlichen Niederschlagsmenge zwischen 300 und 400 mm.

## Geschichte
Der Markt von Dan Maïro war in den 1960er Jahren ein wichtiger Umschlagplatz für Erdnüsse, dem damals bedeutendsten Exportgut Nigers. Der Erdnussanbau in der Gegend war 1948 noch von der Kolonialmacht Frankreich eingeführt worden.

## Bevölkerung
Bei der Volkszählung 2012 hatte Dan Maïro 1712 Einwohner, die in 206 Haushalten lebten. Bei der Volkszählung 2001 betrug die Einwohnerzahl 1405 in 174 Haushalten und bei der Volkszählung 1988 belief sich die Einwohnerzahl auf 860 in 130 Haushalten.
Die Zone entlang des Trockentals gehört zu den am dichtesten besiedelten und zugleich zu den ärmsten Nigers, mit erhöhter Unterernährung.

## Wirtschaft und Infrastruktur
In Dan Maïro wird ein Wochenmarkt abgehalten. Der Markttag ist Sonntag. Es wird vor Ort Hirse produziert. Im Dorf ist ein Gesundheitszentrum des Typs Centre de Santé Intégré (CSI) vorhanden. Der CEG Dan Maïro ist eine Schule der Sekundarstufe des Typs Collège d’Enseignement Général. Durch Dan Maïro verläuft die 129,6 Kilometer lange Nationalstraße 37 zwischen Kornaka und Tessaoua. Es handelt sich in diesem Abschnitt um eine einfache Erdstraße. Sie kreuzt hier die 145,6 Kilometer lange Landstraße RR4-003 zwischen Bader Tanko und Saé Saboua.